# 克隆巴赫系数
克隆巴赫系数（英語：Cronbach's alpha），又稱 alpha信度（alpha reliability），是检视信度的一种方法，由李·克隆巴赫在1951年提出。它克服了部分折半法的缺点，是目前社会科学研究最常使用的信度分析方法。
折半信度（split-half reliability）所用的折半法是將測量某個构面的所有題目分成等量的兩組題目，各別統計其答案的平均分數，再對所有樣本算出這兩個分數的相關係數，即為折半係數。折半法通常是按照題目編號的單、雙數來折半，但這缺乏嚴謹學理支持。克隆巴赫提議對一組問卷題目窮盡其所有可能的折半組合，再計算所有折半係數的平均值，從而成為克隆巴赫系数的依據。
心理計量中，對於同一個構念經常存在多道不同的題目，或甚至有多份不同的量表；不同題目或不同量表測出結果的一致性，以相關係數之期望值表示，就是它們的「alpha信度」。
一般認為「alpha信度」的值具有下列意義
| 克隆巴赫系数  | 信度     |
| ------------- | -------- |
| α ≥ 0.9       | 优       |
| 0.9 > α ≥ 0.8 | 好       |
| 0.8 > α ≥ 0.7 | 可以接受 |
| 0.7 > α ≥ 0.6 | 不一定   |
| 0.6 > α ≥ 0.5 | 差       |
| 0.5 > α       | 不可接受 |